# El Sr. Rojo
Mario Gaitán (Madrid, 26 de julio de 1975), conocido por su nombre artístico El Sr. Rojo, es un Dj y rapero español.

## Biografía
Gran parte de su carrera musical la ha hecho a base de pinchar en muchos bares y locales de Madrid, consiguiendo un amplio reconocimiento por el público dada su afición al sonido de la vieja escuela y los grandes éxitos de principio de los 90 en los que basaba sus sesiones. Su faceta como Mc es menos conocida, dado que nunca ha hecho pública una maqueta o realizado ninguna colaboración en algún disco de Hip hop en español.
Su primera aparición en formato profesional como Mc es con un tema de título «Llora por tus miserias» en la banda sonora original de Bagdad Rap, un documental de producción española que denuncia la guerra de Irak con una ambientación musical de rap. Este tema fue nominado para la XX edición de los Premios Goya en la categoría de canción original, un hecho tomado como un signo de reconocimiento social al movimiento hip-hop en España.
En 2005 edita su primera referencia profesional en solitario, publicando un EP con la compañía Rap Solo, de Violadores del Verso, titulado Estado mental Madrid ciudad. Cuenta con colaboraciones vocales de Rush (Perros callejeros) y Kase-O y musicales de R de Rumba. El aspecto musical de este trabajo ofrece un sonido clásico al recurrir a samplers propios, un método más laborioso y casi olvidado por los productores de música Hip-hop.
Las letras de El Sr. Rojo son pesimistas, negras y con estribillos sobrios, pero con un gran contenido crítico y social.

## Discografía
- Estado mental Madrid ciudad (EP) (Rap Solo, 2005)
- Madrid Aprieta (LP) (Rap Solo, 2008)
- M.A.D.R.I.D En El Centro (LP) (Rap Solo, 2014)

## Colaboraciones
- Bagdad Rap, Banda sonora original (2005)
- Perros callejeros, «Perdedores del barrio» (2005)
- D. Gómez, «Música pa` vacilar» (2012)